# Yangzhong, Jiaocheng
Yangzhong är en köping i sydöstra Kina. Den ligger i stadsdistriktet Jiaocheng i staden Ningde i provinsen Fujian, omkring 70 kilometer norr om provinshuvudstaden Fuzhou. 